# (4305) Clapton
(4305) Clapton (1976 EC) – planetoida z grupy pasa głównego asteroid okrążająca Słońce w ciągu 4 lat i 358 dni w średniej odległości 2,92 j.a. Została odkryta 7 marca 1976 roku w Harvard College Observatory. Nazwa planetoidy pochodzi od brytyjskiego muzyka rockowego i bluesowego Erica Claptona.